# Старая Покровка (Харьковская область)
Ста́рая Покро́вка (укр. Стара Покровка; изначально — Покровка) — село Старопокровского сельского совета Чугуевского района Харьковской области Украины.
Код КОАТУУ — 6325487001. Население по переписи 2001 года составляет 916 (391/525 м/ж) человек.
Является административным центром Старопокровского сельского совета, в который, кроме того, входит село Поды.

## Географическое положение
Село Старая Покровка находится в 14 км от Чугуева на правом берегу реки Уды,
выше по течению на расстоянии в 5 км расположено село Заудье,
ниже по течению на расстоянии в 3 км расположен пгт Эсхар,
на противоположном берегу — посёлки городского типа Введенка и Новопокровка. В двух км расположена ж.д. станция Эсхар (станция).
К селу примыкает большой массив дубового леса.

## История
На месте села в древности существовало поселение черняховской культуры.
Село основано в 1647 году. Первоначально слобода называлось просто Покровка, по церкви Покрова Пресвятой Богородицы.
С 50-х годов XVII века по 1765 год Покровка являлась слободой Харьковского слободского полка. После реорганизации слободских полков в регулярные казаки Покровки получили статус войсковых обывателей.
В 1818 году во вновь образованное военное поселение Новая Покровка, на противоположный берег реки Уды, было переселено большинство жителей слободы Покровки, как военных поселенцев. Новая Покровка была включена в состав Чугуевского округа военных поселений (штаб которых находился в Чугуеве).
В 19 веке слобода называлась Старая Покровская.
Советская власть установлена в январе 1918 года.
В 1924 году ТСОЗом на твёрдые деньги в Эсхаре была построена на Донце гидроэлектростанция Харьковская ГЭС-1 с генератором переменного тока мощностью 500 кВт и напряжением 230 В. Электричество от станции напряжением три киловольта с помощью повышающего трансформатора передавалось для питания в том числе Чугуева, Новой и Старой Покровок. Во время ВОВ, поскольку по Донцу проходила линия фронта, данная ГЭС была разрушена.
В 1940 году, перед ВОВ, в селе было 487 дворов, православная церковь и Старопокровский сельсовет.
Во время Великой Отечественной войны в 1941—1943 селение находилось под немецкой оккупацией.
В конце октября 1941 года село было оккупировано вермахтом, в начале февраля 1943 года освобождено; в середине марта 1943 опять оккупировано, в начале сентября 1943 окончательно освобождено. Во время оккупации немцы угнали 59 человек на принудительные работы в Германию; 19 жителей расстреляли (9 с обвинением «партизан» и 10 — за отказ ехать в Германию); разрушили хозяйство колхоза.
В бою за освобождение села от гитлеровцев погибло много советских воинов РККА; более 140 человек. Погибшим воинам в центре села установлен памятник и во их имя разбит парк.
В годы войны 237 покровцев воевали на фронтах в рядах Советской армии; из них погибли 157 воинов; сорок фронтовиков были награждены боевыми орденами и медалями СССР.
С 1945 по 1966 год в селе было построено 90 новых домов.
В 1966 году население составляло 2000 человек; здесь действовали отделение овоще-молочного совхоза «Эсхар», заочная школа, восьмилетняя школа, клуб и библиотека.
К 1976 году за мирный труд 13 жителей села были награждены орденами и медалями СССР; за участие в ВОВ 40 человек были награждены наградами СССР.
В 1976 году население составляло 2096 человек; в селе было 569 дворов; работали восьмилетняя школа, в которой 12 учителей обучали 190 учеников, клуб на 200 мест, библиотека с фондом 6 700 книг, фельдшерско-акушерский пункт, два магазина: в посёлке действовало отделение совхоза «Эсхар» с полеводческой и животноводческой бригадами.

## Происхождение названия
С момента, когда слободу в середине 17 века назвали Покровкой по построенному православному храму Покрова Пресвятой Богородицы, и до 1818 года она называлась так.
В 1818 году во вновь образованное военное поселение Новая Покровка было переселено большинство жителей слободы Покровки, как военных поселенцев..
Поэтому после 1818 года слобода уточняюще была названа Старой Покровской, поскольку в 1818 году было основано военное поселение Новопокровское (Харьковская губерния), расположенное на противоположном, низком левом берегу реки Уды; а слобода Покровка уже давно, с 1636 либо 1647 года, к тому моменту существовала.

## Достопримечательности
- Братская могила советских воинов с памятником Вечной Славы.[9] Похоронен 141 воин.
- Парк Славы, расположенный вокруг памятника Вечной Славы советским воинам, павшим при освобождении села в 1943 году.[9]

## Религия
- Церковь Успения Пресвятой Богородицы (строится в центральном сквере с 2000 года).

## Транспорт
Сообщение — автобусное с Харьковом через Новопокровку.
В Старой Покровке существует построенный в СССР бетонный автомобильный мост через Уды, соединяющий село через Поды с Новопокровкой.

### Комментарии
1. ↑  Упоминается как Покровское в грамоте от 16 мая 1647 года[14]